# ينشوان
تعد مدينة ينشوان (Yínchuān) عاصمة منطقة نينغشيا (Ningxia) التي يقطنها شعب هوي ذات الحكم الذاتي، في جمهورية الصين الشعبية، وكانت العاصمة السابقة لإمبراطورية شيا الغربية (Western Xia) الخاصة بشعوب التانغوت (Tanguts). ومساحتها 4467 كم مربع، وإجمالي عدد سكانها يصل إلى 1.99 مليون نسمة. وتضم المنطقة التي تشتمل عليها على ما يزيد على 1290170 من السكان ينتشرون في 3 مقاطعات حضرية. واسم المدينة، بشكل حرفي، يعني «نهر الفضة»، والحرف الذي يشير إلى النهر (川) هو نفس الحرف المستخدم في سيشوان، ولكنه ليس مشابهًا للحروف المستخدمة، على سبيل المثال، في النهر الأصفر (黄河) أو نهر يانغتسي (长江).

## معلومات تاريخية
في الأساس، كانت ينشوان تشيان (مقاطعة) باسم فوبينج (Fuping) في القرن الأول قبل الميلاد، وتم تغيير اسمها إلى هيوايوان (Huaiyuan) في القرن السادس بعد الميلاد. بعد انهيار أسرة تانغ (Tang) الحاكمة في عام 907، تم احتلالها من قبل تانغوت أسرة تشي تشيا (Xi-Xia) الحاكمة، حيث تم اختيارها لتكون العاصمة لهم. بعد انهيار أسرة تشي تشيا الحاكمة على يد المغول في عام 1227، خضعت لسيطرة أسرة يوان (Yuan) الحاكمة المغولية. وتحت حكم مينغ (1368–1644) وكينغ (1644–1911)، كانت مقاطعة تابعة لنينغشيا. وفي عام 1928، عندما تم جعل محافظة نينغشيا جزءًا من قانسو (Gansu)، أصبحت العاصمة. وفي عام 1954، عندما تم إلغاء محافظة نينغشيا، تم وضع المدينة في محافظة قانسو، لكن مع تأسيس منطقة الحكم الذاتي في نيغشيا هوي في عام 1958، أصبحت ينشوان العاصمة مرة أخرى.
وبشكل تقليدي، كانت ينشوان مركزًا إداريًا وتجاريًا. وفي الخمسينيات من القرن العشرين، كانت تحتوي على العديد من المشروعات التجارية، وكانت هناك بعض الحرف اليدوية المنتشرة بها، إلا أنها لم تنتشر بها الصناعة الحديثة في تلك الفترة. ومنذ ذلك الحين، نمت المدينة بشكل كبير. وقد جعلت المقادير الكبيرة من الفحم التي تم اكتشافها على الضفة الشرقية من النهر الأصفر، بالقرب من شيزويشان (Shizuishan)، والتي تقع على بعد 100 كيلو متر إلى الشمال، من شيزويشان مركزًا لتعدين الفحم.
ومع ذلك، بقت ينشوان مدينة غير صناعية إلى حد كبير. وتعد إنتاجية منطقة السهول، والتي يتم ريها بشكل مكثف من خلال نظام تم تطويره في وقت قديم يعود إلى هان (206 قبل الميلاد – 220 بعد الميلاد) وتانغ (618–907)، مرتفعة للغاية. وتعد ينشوان هي السوق الزراعية الرئيسية ومركز التوزيع الرئيسي لهذه المنطقة، كما أنها تتعامل في منتجات الحيوانات المأخوذة من القطعان التي يتم رعيها على يد البدو في مناطق المراعي المحيطة. فهي تعد بمثابة سوف للحبوب، كما أنها تحتوي على مطاحن للدقيق، بالإضافة إلى مراكز لتقشير الأرز ومحطات لاستخراج الزيوت. ويتم توفير الصوف الذي يتم إنتاجه في السهول المحيطة لمصنع لتصنيع المنسوجات الصوفية. وتعد ينشوان مركزًا للأقلية المسلمة (هوي)، الذين يمثلون ثلث السكان. وتمثل ينشوان الآن مسارًا تجاريًا كبيرًا بين المدن الغربية مثل أورومتشى (Urumqi) والشرق.
وفي الثالث والعشرين من يوليو عام 1993، انحرفت طائرة كانت تحاول الإقلاع للمرة الثانية عن المدرج وتحطمت في بحيرة، وانفجرت، وتعرض على الأقل 59 شخصًا من بين 113 شخصًا كانوا على متنها للموت.

## الجغرافيا
تقع ينشوان في وسط ينشوان أو سهل نينغشيا. وهي محمية من صحاري منغوليا من خلال سلاسل جبال هيلان (Helan) المرتفعة الموجودة في الغرب. ويمر النهر الأصفر عبر ينشوان من الجنوب الغربي إلى الشمال الشرقي. ومتوسط ارتفاع ينشوان 1100 متر (حوالي 3,608 أقدام). ويقع المركز الحضري لينشوان تقريبًا في منتصف الطريق بين النهر الأصفر وحافة جبل هيلان.

### المناخ
المناخ في ينشوان هو مناخ صحراوي (كوبين BWk) بحيث يكون الشتاء باردًا (لكنه جافًا)، ويكون الربيع محملاً بالأتربة، ويكون الصيف حارًا ورطبًا إلى حد ما، بينما تكون فترات الخريف قصيرة للغاية. وتتراوح متوسطات درجات الحرارة الشهرية من −7.9 °م (17.8 °ف) في يناير إلى 23.5 °م (74.3 °ف) في يوليو، بحيث يكون متوسط العام هو 9.0 °م (48.2 °ف). ولا يكون هطول الأمطار شديدًا خلال أي فصل من الفصول، ولا حتى خلال فصل الصيف. وتميل فروق درجات الحرارة اليومية إلى أن تكون كبيرة، بسبب الجفاف، وهو ما يشارك إلى حد ما في ارتفاع إجمالي عدد ساعات ظهور الشمس لما يزيد على 2,900 ساعة. ويكون هناك 158 يومًا من أيام العام التي تخلو من الجليد.
| البيانات المناخية لـYinchuan (1971–2000)    | البيانات المناخية لـYinchuan (1971–2000) | البيانات المناخية لـYinchuan (1971–2000) | البيانات المناخية لـYinchuan (1971–2000) | البيانات المناخية لـYinchuan (1971–2000) | البيانات المناخية لـYinchuan (1971–2000) | البيانات المناخية لـYinchuan (1971–2000) | البيانات المناخية لـYinchuan (1971–2000) | البيانات المناخية لـYinchuan (1971–2000) | البيانات المناخية لـYinchuan (1971–2000) | البيانات المناخية لـYinchuan (1971–2000) | البيانات المناخية لـYinchuan (1971–2000) | البيانات المناخية لـYinchuan (1971–2000) | البيانات المناخية لـYinchuan (1971–2000) |
| الشهر                                       | يناير                                    | فبراير                                   | مارس                                     | أبريل                                    | مايو                                     | يونيو                                    | يوليو                                    | أغسطس                                    | سبتمبر                                   | أكتوبر                                   | نوفمبر                                   | ديسمبر                                   | المعدل السنوي                            |
| ------------------------------------------- | ---------------------------------------- | ---------------------------------------- | ---------------------------------------- | ---------------------------------------- | ---------------------------------------- | ---------------------------------------- | ---------------------------------------- | ---------------------------------------- | ---------------------------------------- | ---------------------------------------- | ---------------------------------------- | ---------------------------------------- | ---------------------------------------- |
| متوسط درجة الحرارة الكبرى °م (°ف)           | −0.8 (30.6)                              | 3.5 (38.3)                               | 10.4 (50.7)                              | 18.9 (66.0)                              | 24.2 (75.6)                              | 27.8 (82.0)                              | 29.5 (85.1)                              | 27.6 (81.7)                              | 23.2 (73.8)                              | 16.7 (62.1)                              | 7.7 (45.9)                               | 0.8 (33.4)                               | 15.8 (60.4)                              |
| متوسط درجة الحرارة الصغرى °م (°ف)           | −13.7 (7.3)                              | −9.8 (14.4)                              | −2.8 (27.0)                              | 3.9 (39.0)                               | 10.1 (50.2)                              | 15.1 (59.2)                              | 17.6 (63.7)                              | 16.2 (61.2)                              | 10.4 (50.7)                              | 3.1 (37.6)                               | −3.2 (26.2)                              | −10.3 (13.5)                             | 3.1 (37.6)                               |
| الهطول مم (إنش)                             | 1.2 (0.05)                               | 2.3 (0.09)                               | 6.3 (0.25)                               | 8.3 (0.33)                               | 18.7 (0.74)                              | 17.4 (0.69)                              | 42.8 (1.69)                              | 51.5 (2.03)                              | 22.5 (0.89)                              | 11.5 (0.45)                              | 2.9 (0.11)                               | 0.9 (0.04)                               | 186.3 (7.33)                             |
| متوسط أيام هطول الأمطار                     | 1.2                                      | 1.4                                      | 2.3                                      | 2.6                                      | 4.1                                      | 5.6                                      | 7.9                                      | 8.7                                      | 5.7                                      | 3.4                                      | 1.4                                      | 0.8                                      | 45.1                                     |
| متوسط الرطوبة النسبية (%)                   | 55                                       | 50                                       | 49                                       | 42                                       | 46                                       | 56                                       | 64                                       | 69                                       | 67                                       | 62                                       | 64                                       | 62                                       | 57.2                                     |
| ساعات سطوع الشمس الشهرية                    | 205.7                                    | 201.1                                    | 232.6                                    | 255.5                                    | 287.1                                    | 285.3                                    | 281.8                                    | 267.2                                    | 240.2                                    | 231.9                                    | 214.3                                    | 203.1                                    | 2٬905٫8                                  |
| المصدر: China Meteorological Administration |                                          |                                          |                                          |                                          |                                          |                                          |                                          |                                          |                                          |                                          |                                          |                                          |                                          |

## الأقسام الإدارية
| الخريطة                   | #                            | الاسم  | هانزي (Hanzi) | هانيو بينين (Hanyu Pinyin) | تشايوإيريجينغ (Xiao'erjing) | عدد السكان (2010) | المساحة (كم مربع) | الكثافة (لكل كم مربع) |
| ------------------------- | ---------------------------- | ------ | ------------- | -------------------------- | --------------------------- | ----------------- | ----------------- | --------------------- |
|                           |                              |        |               |                            |                             |                   |                   |                       |
| المعلومات الأصلية للمدينة |                              |        |               |                            |                             |                   |                   |                       |
| 1                         | مقاطعة تشينغكوينغ (Xingqing) | 兴庆区 | Xīngqìng Qū   | دٍ فْع ثُو                    | 678,306                     | 768               | 883               |                       |
| 2                         | مقاطعة جينفينغ (Jinfeng)     | 金凤区 | Jīnfèng Qū    | دٍ فْع ثُو                    | 282,554                     | 290               | 974               |                       |
| 3                         | مقاطعة تشي تشيا              | 西夏区 | Xīxià Qū      | ثِ شیَا ثُو                   | 329,310                     | 987               | 334               |                       |
| المدن التابعة             |                              |        |               |                            |                             |                   |                   |                       |
| 4                         | مدينة لينغو (Lingwu)         | 灵武市 | Língwǔ Shì    | لٍ ءُ شِ                      | 261,677                     | 4,639             | 56                |                       |
| الريف                     |                              |        |               |                            |                             |                   |                   |                       |
| 5                         | مقاطعة يونغنينغ              | 永宁县 | Yǒngníng Xiàn | يْو نٍ شِیًا                   | 218,260                     | 1,295             | 169               |                       |
| 6                         | مقاطعة هيلان                 | 贺兰县 | Hèlán Xiàn    | حْ لً شِیًا                    | 222,981                     | 1,600             | 139               |                       |

## الاقتصاد
كان الناتج الإجمالي المحلي للفرد في المدينة 31,436 يوان (وهو ما يساوي 4,526 دولار أمريكي) في عام 2008، حيث تحتل المركز رقم 197 بين المدن الصينية التي عددها 659.

## النقل

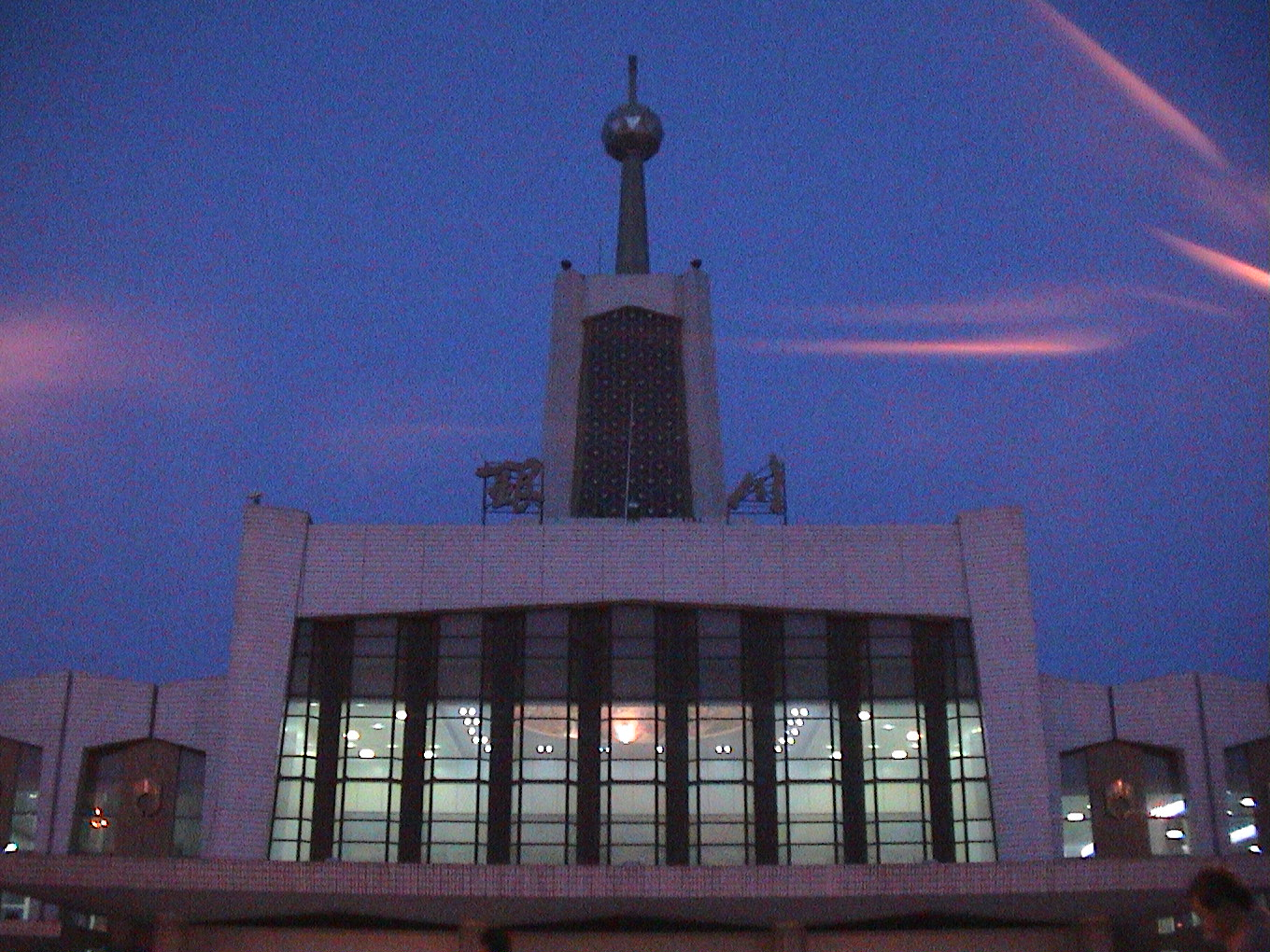
محطة ينشوان للسكك الحديدية

- تقع ينشوان بالقرب من الضفة الغربية للمسار العلوي للنهر الأصفر، بالقرب من النهاية الغربية لسور الصين العظيم في القسم الجنوبي الأوسط من هيلان شان (Helan Shan) وصحراء أوردوس (Ordos).
- ويخدمها مطار ينشوان هيدونج (Yinchuan Hedong).وهو يبعد مسافة 25 كم عن ينشوان وتخرج منه رحلات إلى بكين وتشنغدو (Chengdu) ودانهوانغ (Dunhuang) وقوانغتشو (Guangzhou) وشنغهاي وشيان (Xian) وتشنغتشو (Zhengzhou).
- ويتم خدمتها من خلال منفذ نهري في هينغتشينغ (Hengcheng)، على مسافة حوالي 15 كم إلى الشرق. وحتى الخمسينيات من القرن العشرين، كان النهر، الذي يسير مع التيار للوصول إلى باوتو (Baotou) في منطقة الحكم الذاتي في منغوليا الداخلية بينما يسير ضد التيار تجاه تشونغوى (Zhongwei) وتشونغنينج (Zhongning)، هو وسيلة الربط الرئيسية.
- كما تربط الطرق السريعة كذلك المدينة بباوتو عبر النهر، إلى لانتشو (Lanzhou) في مقاطعة قانسو إلى الجنوب الغربي، وإلى ووي في قانسو إلى الغرب، وإلى تشيان في مقاطعة شنشى (Shaanxi) إلى الجنوب الشرقي.
- ومنذ عام 1958، كانت المدينة على شريط القطار من لانتشو إلى باوتو وبالتالي ترتبط بأجزاء أخرى من الصين عبر السكك الحديدية.
- السكك الحديدية القومية في الصين 211

## السياحة

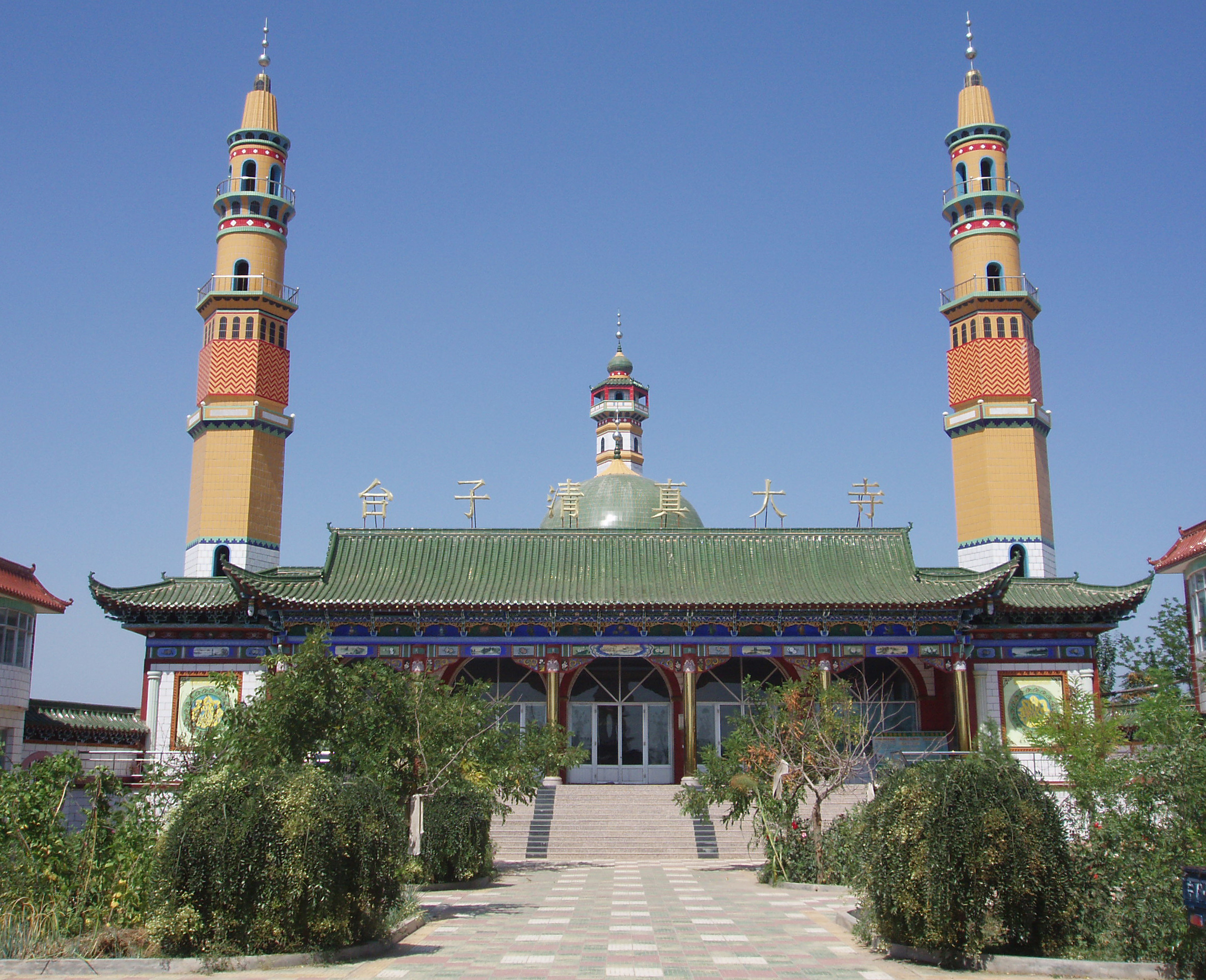
مسجد في ينشوان

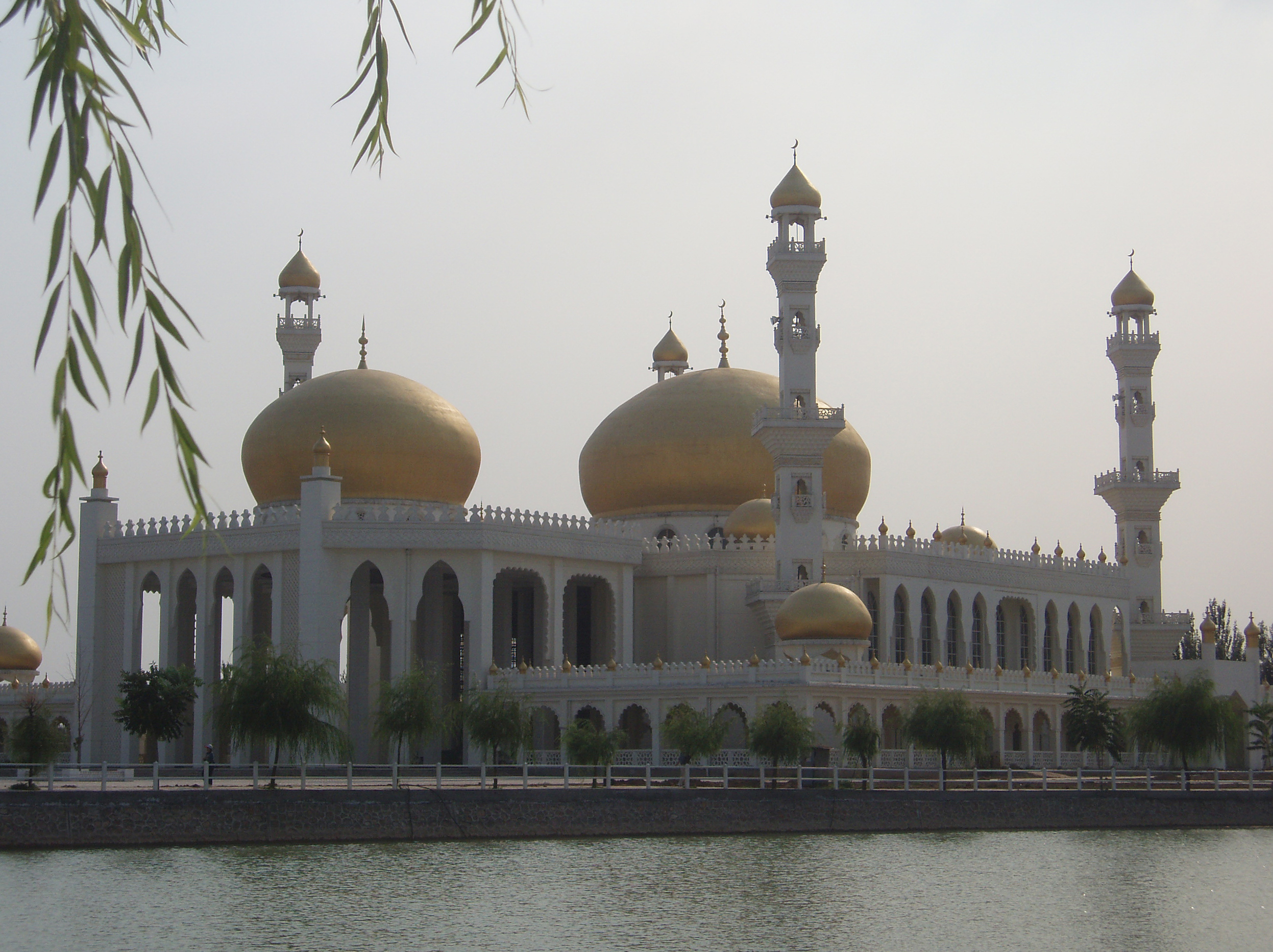
مسجد في ينشوان، بالصين.

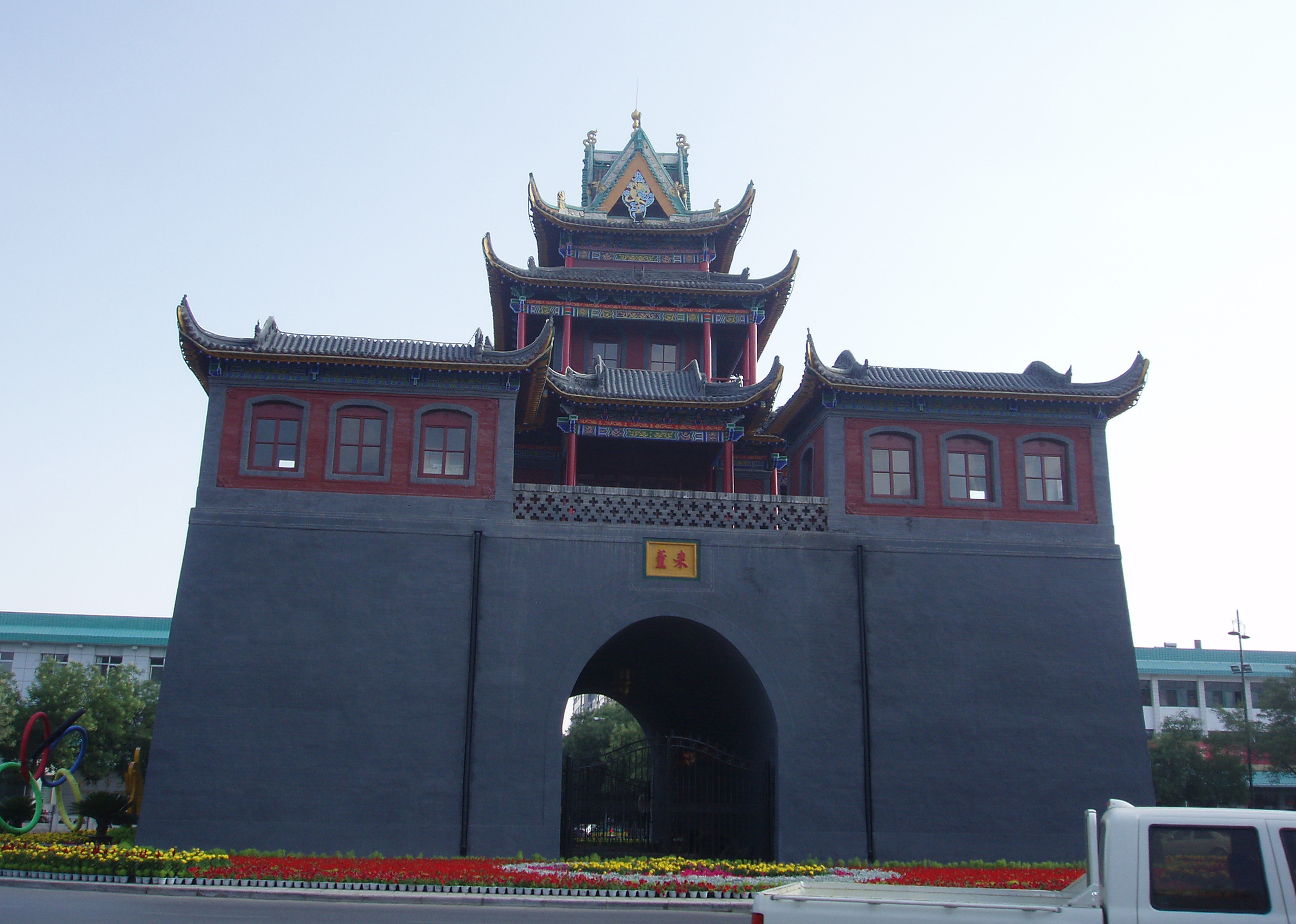
برج ينشون درام (Yinchun Drum)

تشتمل مصادر الجذب السياحية في المدينة بحيرة الرمال ومقابر تشيا الغربية.
تقع بحيرة الرمال على مسافة 35 ميلاً إلى شمال ينشوان. وكونه عالم يضم الصحراء والبحيرة، فهو يعتبر مكانًا مثاليًا لمشاهدة الطيور ومنزلقات الرمال ومنزلقات التلفريك. وتشتهر المدينة بالقصب واللوتس والأسماك.
وتبعد مقابر تشيا الملكية الغربية مسافة 15.5 ميل إلى الغرب من ينشوان في الجانب الشرقي من ميت هيلان. ومنذ يونيو 1972، تم كشف النقاب عن تسع مقابر ملكية و253 مقابر من فئات أقل، والتي تعد كبيرة بنفس حجم مقابر مينغ (Ming) في بكين. ومن خلال مساحتها الإجمالية التي تصل إلى 19.3 ميل مربع، فإنها تعد فريدة بين المقابر الملكية.
هناك معبدان في ينشوان يمثلان جزءًا من «المشاهد الثمانية الشهيرة في نينغشيا»: الأول هو معبد هابيبو (Haibao) في الضواحي الشمالية والآخر هو معبد تشيغ تيانسي (Chengtiansi) في الغرب.
ومنذ عام 2000، استضافت ينشوان احتفال ينشوان الدولي للسيارات والدراجات النارية السياحي، والذي غالبًا ما يقام في شهر أغسطس. وهو أكبر حدث من نوعه في الصين، حيث يحضره حوالي 3000 من سائقي الدراجات النارية كل عام.
كما يمكن كذلك رؤية أجزاء من السور العظيم الموجود بالقرب من المدينة.

## الكليات والجامعات

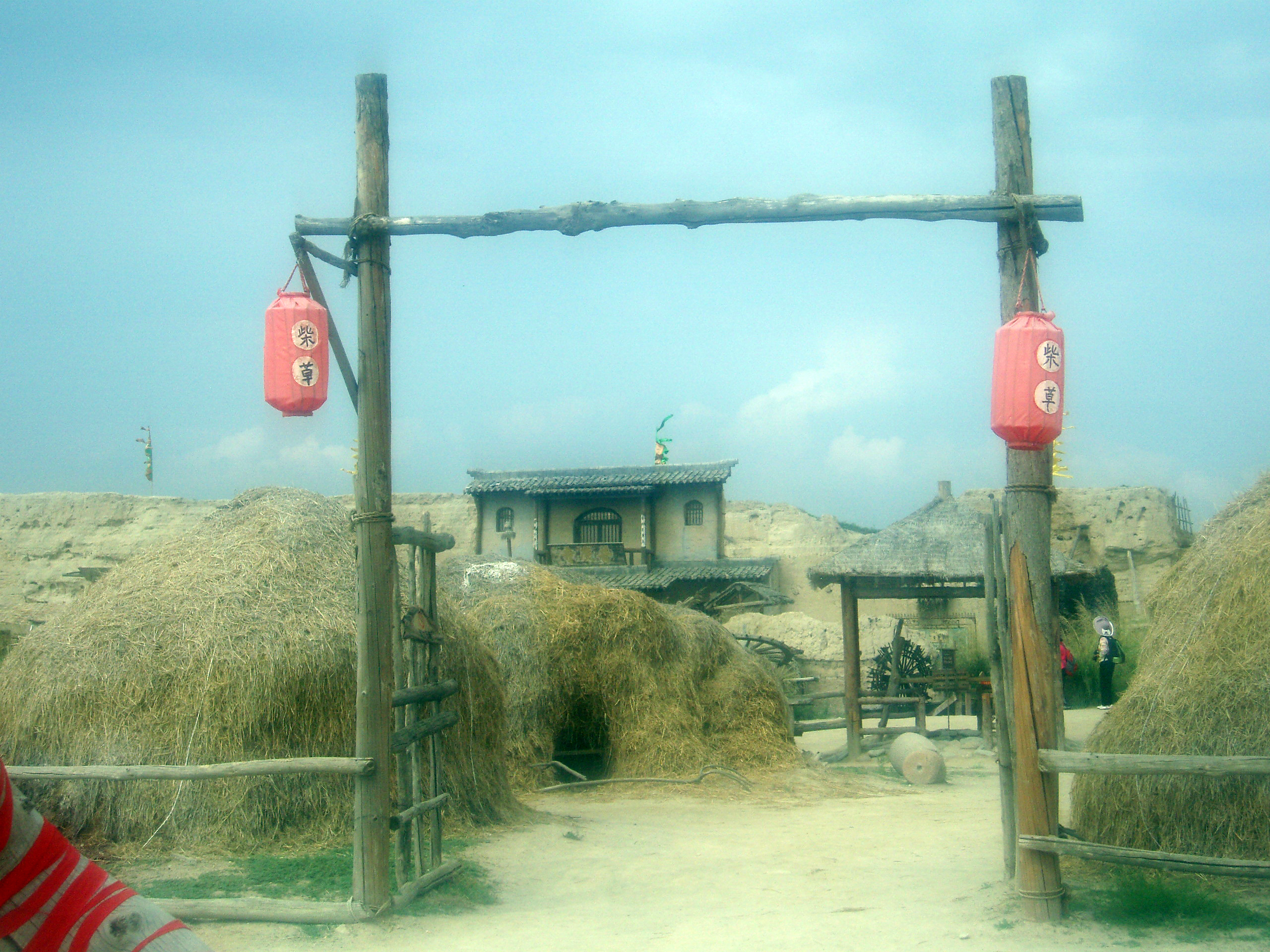
استديو الأفلام الغربي في ضواحي ينشوان

- جامعة الفنون التطبيقية في نينغشيا
- جامعة نينغشيا
- جامعة قوميات الشمال الغربي الثانية
- معهد نينغشيا الطبي

## ظاهرة الإنترنت لعام 2006
تعرضت ينشوان إلى ظاهرة إنترنت بعدما قام أحد مستخدمي جوجل إيرث بنشر صور لمنشأة عسكرية لجيش التحرير الشعبي. والمنشأة، والتي تقدر مساحتها بحوالي 630,000 م مربع، والتي تبعد عن ينشوان بمسافة 35 كم، موجودة في مدينة هوانج يانجتان (Huangyangtan). وقد تم توقع الغرض من المنشأة على الإنترنت بعد النشر المبدئي، رغم أنه لم يتم إعطاء تفسير رسمي للموقع. وقد أدى نشر صورة في وقت تالٍ على موقع wforum.com الصيني أن هذا الموقع يمثل نموذج للتضاريس للمنطقة المتنزاع عليها أكساي تشين (Aksai Chin) في الصين، وقد كانت الصورة تحتوي على علامة مائية تخص وكالة شينخوا الإخبارية، وهي الوكالة الإخبارية الحكومية في جمهورية الصين الشعبية.
وقد ذكر أن السلطات في منطقة الحكم الذاتي في نينغشيا هوي قد قالت أن الموقع يستخدم كمنشأة للتدريب على الدبابات.

## وصلات خارجية
- Yinchuan Government website
- Weather forecast for Yinchuan in Ningxia (China), 1117 m
- The Yinchuan World Rock Art Museum

قالب:Ningxia topics
قالب:Ningxia
قالب:Metropolitan cities of the People's Republic of China
قالب:Provincial capitals of China
قالب:Major cities along the Yellow River
قالب:Baotou–Lanzhou Railway